# أندريا كوبي
اندريا كوبي (بالإيطالية: Andrea Cupi)‏ (27 يناير 1976 بفراسكاتي في إيطاليا - ) هو لاعب كرة قدم إيطالي في مركز الدفاع. لعب مع نادي إمبولي ونادي روما ونادي كاربي ونادي نابولي وAS Lodigiani ‏ وAtletico Roma FC ‏ وAC Tuttocuoio 1957 San Miniato ‏.

## روابط خارجية
- اندريا كوبي على موقع قاعدة بيانات كرة القدم.إي يو (الإنجليزية)
- اندريا كوبي على موقع عالم كرة القدم.نت (الإنجليزية)